# Instituto de Reforma Agraria
El Instituto de Reforma Agraria (IRA) fue el órgano estatal español que existió durante el periodo de la Segunda República.

## Historia
El organismo fue creado en 1932, mediante decreto de 25 de septiembre de 1932, como instrumento con el que implementar la proyectada Reforma Agraria. Durante los gobiernos de Manuel Azaña (bienio reformista o republicano-socialista) fue la medida más trascendental, ya que España vivía una agricultura estancada en la tradición latifundista. Buscaba promover la explotación colectiva del terreno, y hacer del estado los latifundios. Sin embargo el Instituto funcionó muy lentamente, y fue ineficaz por su bajo presupuesto. Se creó, paralelamente al organismo, el Banco Nacional Agrario, que será mal visto por la banca privada, y semiestatal. 
Al mismo tiempo se formaron organizaciones opuestas al Instituto, como la Asociación de Propietarios de fincas rústicas, que se oponían a dichas reformas. Durante el llamado Bienio radical-cedista el organismo se vio aún más ralentizado en sus medidas. La ley de reforma agraria de 1935 redujo drásticamente el presupuesto del IRA, lo que se tradujo en la paralización de muchos de los proyectos en cursos. Tras la victoria del Frente Popular en las elecciones de 1936 y la vuelta al gobierno de los republicanos de izquierda, se volvió a dar un nuevo impulso al antiguo programa de reforma agraria.
Tras la guerra, la dictadura anuló totalmente el programa del IRA. Ya en plena contienda en la zona sublevada se había creado el Servicio Nacional para la Reforma Económica y Social de la Tierra (SNREST), denominado después Servicio de Recuperación Agrícola, con el único objetivo de emprender una contrarreforma agraria. El organismo desapareció con la desaparición de la Segunda República. Sin embargo, la Ley de Reforma Agraria de la República supuso un importante antecedente a la liberación de los latifundios.
a

## Directores generales
| Nombre                    | Inicio                   | Final                    | Nota              |
| ------------------------- | ------------------------ | ------------------------ | ----------------- |
| Adolfo Vázquez Humasqué   | 13 de octubre de 1932    | 8 de febrero de 1933     |                   |
| Dionisio Terrer Fernández | 4 de julio de 1933       | 14 de septiembre de 1933 |                   |
| Juan José Benayas         | 15 de septiembre de 1933 | 9 de abril de 1935       |                   |
| Enrique de las Cuevas Rey | 9 de abril de 1935       | 31 de mayo de 1935       |                   |
| Isidro Fernández Miranda  | 31 de mayo de 1935       | ?                        |                   |
| Adolfo Vázquez Humasqué   | 3 de marzo de 1936       | 6 de septiembre de 1936  | Revolución social |
| Enrique Castro Delgado    | 9 de septiembre de 1936  | 29 de junio de 1937      | Guerra civil      |
| Antonio Pareja Garrido    | 22 de agosto de 1937     | c. 1939                  | Guerra civil      |